# Ponciano Leiva
Ponciano Leiva Madrid (Ceguaca, 19 de novembro de 1821 — Santa Cruz de Yojoa, 12 de dezembro de 1896) foi presidente de Honduras de 13 de janeiro de 1874 a 8 de junho de 1876 e de 30 de novembro de 1891 a 7 de agosto de 1893. Foi um conservador.
Leiva foi um soldado e, inicialmente, chegou ao poder com o apoio dos militares; ascendendo ao posto de general.
Inicialmente chegou ao poder derrubando seu antecessor em um golpe. Em 1876, deixou o cargo devido à pressão de José María Reina Barrios, presidente da Guatemala. 
Mais tarde, atuou como ministro da guerra de Luis Bográn, em seguida, foi eleito para a presidência em 1891. Nesta eleição realizada em 10 de novembro de 1891, Leiva recebeu a maioria dos votos. Seu principal adversário na eleição foi Policarpo Bonilla. Em 1893, Leiva renunciou ao cargo devido à ameaça da revolução e foi substituído por Domingo Vásquez.